# Liste der portugiesischen Botschafter in Angola
Die Liste der portugiesischen Botschafter in Angola listet die Botschafter der Republik Portugal in Angola auf. Angola war von 1483 bis 1975 Portugiesische Kolonie. Die portugiesische Nelkenrevolution am 25. April 1974 beendete auch den portugiesischen Kolonialkrieg in Angola. Das Land wurde von der neuen Regierung in Portugal in die Unabhängigkeit entlassen, die am 11. November 1975 ausgerufen wurde. Portugal erkannte am 23. Februar 1976 formal die MPLA-Regierung an und nahm am 3. März 1976 diplomatische Beziehungen zu Angola auf.
Die Botschaft Portugals in der angolanischen Hauptstadt Luanda liegt in der Avenida de Portugal Hausnummer 50.

## Missionschefs
| Name                                         | Bild   | Amtszeit                             | Anmerkungen                                                                                    |
| Angola                                       | Angola | Angola                               | Angola                                                                                         |
| -------------------------------------------- | ------ | ------------------------------------ | ---------------------------------------------------------------------------------------------- |
| Carlos Miguel Lencastre Teixeira da Mota     |        | 16. April 1976 –15. Mai 1976         | Geschäftsträger                                                                                |
| Vasco Taveira da Cunha Valente               |        | 3. November 1976 –27. Februar 1977   | Geschäftsträger; bereits seit dem 14. Oktober 1976 Leiter der Botschaft                        |
| João de Sá Coutinho Sotto Maior              |        | 22. März 1977 –27. März 1980         | erster Botschafter Portugals in Angola; bereits seit dem 27. Februar 1977 Leiter der Botschaft |
| João Clara Quintela Paixão                   |        | 28. März 1980– 8. September 1980     | Interims-Geschäftsträger                                                                       |
| Fernando Manuel da Silva Marques             |        | 7. November 1980 –19. September 1983 | bereits seit dem 22. September 1980 Leiter der Botschaft                                       |
| António D’Oliveira Pinto da França           |        | 20. Oktober 1983 –30. April 1988     | bereits seit dem 17. Oktober 1983 Leiter der Botschaft                                         |
| Alexandre Eduardo Lencastre da Veiga         |        | 31. Mai 1988 –30. Mai 1991           | bereits seit dem 17. Mai 1988 Leiter der Botschaft                                             |
| João Alberto Bacelar da Rocha Páris          |        | 27. Juli 1991 –19. Januar 1996       | bereits seit dem 7. Juni 1991 Leiter der Botschaft                                             |
| José Duarte da Câmara Ramalho Ortigão        |        | 6. März 1996– 12. Januar 2001        | bereits seit dem 24. Januar 1996 Leiter der Botschaft                                          |
| Fernando Manuel de Mendonça d’Oliveira Neves |        | 26. Februar 2001– 27. September 2002 | bereits seit dem 14. Januar 2001 Leiter der Botschaft                                          |
| Francisco Manuel da Fonseca Xavier Esteves   |        | 28. Oktober 2002– 15. Dezember 2006  | bereits seit dem 12. Oktober 2002 Leiter der Botschaft                                         |
| Francisco Maria de Sousa Ribeiro Telles      |        | 5. April 2007– 15. Februar 2012      | bereits seit dem 8. Januar 2007 Leiter der Botschaft                                           |
| João do Carmo Ataíde da Câmara               |        | 11. Juni 2012– 24. November 2015     | bereits seit dem 28. April 2012 Leiter der Botschaft                                           |
| João Caetano da Silva                        |        | seit dem 25. Februar 2016            | bereits seit dem 29. November 2015 Leiter der Botschaft                                        |